# Катрин Хаатая
Катрин Елина Хаатая (на фински: Katherine Haataja) е финландско-шведска оперна певица и предприемач, известна със своята дейност за подпомагане на млади оперни изпълнители. Тя е наследник на известния род Ханикайнен (Hannikainen), фамилия на композитори и писатели; Пиетари Ханикайнен е неин трети прадядо.

## Живот и кариера
Хаатая е родена на 16 февруари 1969 г. в Улофстрьом (Швеция) нейната майка е шведка, а баща ѝ е финландец. Израства в Хелзинки, Финландия, учи вокално изпълнение в Парижката консерватория и в Тринити Колидж в Лондон. Започва кариерата си като оперна певица, но спира, когато се разболява от рак на гърдата.
Хаатая работи в различни оперни театри в Европа и нейните роли включват Керубино в „Сватбата на Фигаро“, Церлина в „Дон Жуан“ и Аний в „Милосърдието на Тит“ от Волфганг Амадеус Моцарт, Анджелина в „Пепеляшка“ от Джоакино Росини, Тигринда в „Орландо – мнимият безумец“ от Антонио Вивалди и Карлота в „Мълчаливата жена“ от Рихард Щраус. Работила е с диригенти и режисьори като Стивън Дивайн, Стюарт Бедфорд, Елгар Хауърт, Стивън Унвин и Дейвид Филдинг.
Хаатая, съпругът ѝ и двете им деца дълго време са живели на Балканите. Тя е била гост-певица в „Сватбата на Фигаро“ в Софийската национална опера, след което през 2006 г. основава фондация „Опероса“. По нейно мнение местните оперни театри не предлагат достатъчно възможности за младите певци, а в по-голямата си част репертоарът е твърде тежък и не подкрепя развитието на младите оперни гласове. Фондацията подпомага оперни таланти в обучението и ранната им кариера. Хаатая е чест лектор на международни оперни конференции, застъпвайки се за важността на възраждането на операта за младата публика. Тя преподава, провежда майсторски класове и е член на жури на международни певчески конкурси.

## „Опероса“
От 2006 г. работата на Хаатая с „Опероса“ обхваща България, Сърбия и Черна гора. Представленията, които поставят началото на фестивала „Опероса“, се провеждат през 2007 г. с постановки на „Дон Жуан“ от Моцарт в замъка Евксиноград във Варна на Черноморското крайбрежие на България. През 2011 г. тя създава офис на „Опероса“ в Белград, Сърбия, там започва програмата „Опероса Академия“. През 2014 г. тя поставя началото на първото годишно оперно събитие в Черна гора. Оперният фестивал „Опероса Черна гора“ продължава да популяризира млади оперни таланти и се провежда всяко лято в крепостите „Канли Кула“ и „Форте Маре“ в Стария град на Херцег Нови на Адриатическото крайбрежие на Черна гора.

## Записи
- Perle – албум от оперни арии със Софийски симфоничен оркестър с диригент Найден Тодоров; 2007 г.[16]